# Saud Alsanousi

Saud Alsanousi

Saud Alsanousi (en árabe: سعود السنعوسي, Kuwait, 1981) es un escritor y periodista kuwaití.
Ha ganado varios premios literarios como la competición organizada por la revista Al-Arabi y BBC Arabic en 2011 con su relato El bonsái y el viejo.
Trabaja para el periódico Al-Qabas.

## Obra
- سجين المرايا , 2010
- البونساي والرجل العجوز، , 2011
- ساق البامبو , 2012
- فئران أمي حصة , 2015
- حمام الدار , 2017
- ناقةُ صالحة , 2019

## Premios
- Premio Laila al-Othman, 2010
- Premio internacional de ficción árabe, 2013[2][3]